# Claudio Marchisio
Claudio Marchisio (19. leden 1986, Turín, Itálie) je bývalý italský fotbalový záložník. V minulosti hrál mnoho sezón za Juventus FC. Je také bývalým reprezentantem Itálie.

## Klubová kariéra
Marchisio se narodil v Turíně a je odchovancem Juventus FC. Do A-týmu povýšil v roce 2006. V sezoně 2007/08 hostoval v Empoli FC.
V létě 2018 ukončil působení v Juventusu a po 25 letech v klubu odešel do Ruska, do Zenitu Petrohrad.
V říjnu 2019 ukončil kariéru ve věku 33 let.

## Reprezentační kariéra
V A-týmu Itálie debutoval 12. srpna 2009 v přátelském zápase v Basileji proti domácímu Švýcarsku (remíza 0:0). Zúčastnil se Mistrovství Evropy ve fotbale 2012, kde se Itálie probila až do finále, v němž podlehla Španělsku 0:4.
Byl nominován i na Mistrovství světa 2014 v Brazílii, kde Itálie vypadla již v základní skupině.

## Statistika

### Klubová
| Sezóna             | Klub               | Liga               | Liga   | Liga | Národní poháry | Národní poháry | Národní poháry | Kontinentální poháry | Kontinentální poháry | Kontinentální poháry | Celkem | Celkem |
| Sezóna             | Klub               | Soutěž             | Zápasy | Góly | Soutěž         | Zápasy         | Góly           | Soutěž               | Zápasy               | Góly                 | Zápasy | Góly   |
| ------------------ | ------------------ | ------------------ | ------ | ---- | -------------- | -------------- | -------------- | -------------------- | -------------------- | -------------------- | ------ | ------ |
| 2006/07            | Juventus           | Serie B            | 25     | 0    | IP             | 1              | 0              | -                    | 0                    | 0                    | 26     | 0      |
| 2007/08            | Empoli             | Serie A            | 26     | 0    | IP             | 1              | 0              | PU                   | 2                    | 0                    | 29     | 0      |
| 2008/09            | Juventus           | Serie A            | 24     | 3    | IP             | 2              | 0              | LM                   | 6                    | 0                    | 32     | 3      |
| 2009/10            | Juventus           | Serie A            | 28     | 3    | IP             | 0              | 0              | LM+EL                | 4+3                  | 0                    | 35     | 3      |
| 2010/11            | Juventus           | Serie A            | 32     | 4    | IP             | 1              | 0              | EL                   | 8                    | 0                    | 41     | 4      |
| 2011/12            | Juventus           | Serie A            | 36     | 9    | IP             | 3              | 1              | -                    | 0                    | 0                    | 39     | 10     |
| 2012/13            | Juventus           | Serie A            | 29     | 6    | IP+IS          | 2+1            | 0              | LM                   | 8                    | 2                    | 40     | 8      |
| 2013/14            | Juventus           | Serie A            | 29     | 4    | IP+IS          | 2+1            | 0              | LM+EL                | 4+7                  | 0                    | 43     | 4      |
| 2014/15            | Juventus           | Serie A            | 35     | 3    | IP+IS          | 4+1            | 0              | LM                   | 12                   | 0                    | 52     | 3      |
| 2015/16            | Juventus           | Serie A            | 23     | 0    | IP+IS          | 3+1            | 0              | LM                   | 5                    | 0                    | 32     | 0      |
| 2016/17            | Juventus           | Serie A            | 18     | 1    | IP+IS          | 2+1            | 0              | LM                   | 8                    | 1                    | 29     | 2      |
| 2017/18            | Juventus           | Serie A            | 15     | 0    | IP+IS          | 4+0            | 0              | LM                   | 1                    | 0                    | 20     | 0      |
| Celkem za Juventus | Celkem za Juventus | Celkem za Juventus | 294    | 33   | -              | 29             | 1              | -                    | 66                   | 3                    | 389    | 37     |
| 2018/19            | Petrohrad          | Prem'er-Liga       | 9      | 2    | RP             | 1              | 0              | EL                   | 5                    | 0                    | 15     | 2      |
| Celkově            | Celkově            | Celkově            | 329    | 35   | -              | 31             | 1              | -                    | 73                   | 3                    | 433    | 39     |

### Reprezentační

#### Statistika na velkých turnajích
| Reprezentace | Rok     | Zápasy               | Zápasy | Zápasy      | Zápasy           | Zápasy           | Zápasy            |
| Reprezentace | Rok     | Fáze turnaje         | Datum  | Soupeř      | Odehraných minut | Vstřelené branky | Výsledek          |
| ------------ | ------- | -------------------- | ------ | ----------- | ---------------- | ---------------- | ----------------- |
| Itálie       | OH 2008 | 1 zápas ve skupině D | 7. 8.  | Honduras    | 11               | 0                | 3:0               |
| Itálie       | MS 2010 | 1 zápas ve skupině   | 14. 6. | Paraguay    | 59               | 0                | 1:1               |
| Itálie       | MS 2010 | 2 zápas ve skupině   | 20. 6. | Nový Zéland | 67               | 0                | 1:1               |
| Itálie       | ME 2012 | 1 zápas ve skupině   | 10. 6. | Španělsko   | 90               | 0                | 1:1               |
| Itálie       | ME 2012 | 2 zápas ve skupině   | 14. 6. | Chorvatsko  | 90               | 0                | 1:1               |
| Itálie       | ME 2012 | 3 zápas ve skupině   | 18. 6. | Irsko       | 90               | 0                | 2:0               |
| Itálie       | ME 2012 | Čtvrtfinále          | 24. 6. | Anglie      | 120              | 0                | 0:0 (2:4 na pen.) |
| Itálie       | ME 2012 | Semifinále           | 28. 6. | Německo     | 90               | 0                | 2:1               |
| Itálie       | ME 2012 | Finále               | 1. 7.  | Španělsko   | 90               | 0                | 0:4               |
| Itálie       | MS 2014 | 1 zápas ve skupině   | 15. 6. | Anglie      | 90               | 1                | 2:1               |
| Itálie       | MS 2014 | 2 zápas ve skupině   | 20. 6. | Kostarika   | 69               | 0                | 0:1               |
| Itálie       | MS 2014 | 3 zápas ve skupině   | 24. 6. | Uruguay     | 60               | 0                | 0:1               |

### Reprezentační branky
| Gól | Datum        | Stadion                                        | Soupeř      | Skóre | Výsledek | Soutěž                 |
| --- | ------------ | ---------------------------------------------- | ----------- | ----- | -------- | ---------------------- |
| 010 | 7. 10. 2011  | Stadion Rajko Mitić, Bělehrad, Srbsko          | Srbsko      | 0:1   | 1:1      | Kvalifikace na ME 2012 |
| 02  | 11. 6. 2013  | Estádio São Januário, Rio de Janeiro, Brazílie | Haiti       | 1:0   | 2:2      | Přátelské utkání       |
| 03  | 4. 6. 2014   | Stadio Renato Curi, Perugia, Itálie            | Lucembursko | 2:3   | 1:1      | Přátelské utkání       |
| 04  | 10. 9. 2013  | Arena da Amazônia, Manaus, Brazílie            | Anglie      | 1:1   | 1:2      | MS 2010 – skupina      |
| 05  | 17. 11. 2015 | Stadio Renato Dall'Ara, Boloňa, Itálie         | Rumunsko    | 1:0   | 2:2      | Kvalifikace na ME 2016 |

## Úspěchy

### Klubové

#### Národní
- vítěz italské ligy (7x)

Juventus: 2011/12, 2012/13, 2013/14, 2014/15, 2015/16, 2016/17, 2017/18
- vítěz ruské ligy (1x)

Petrohrad: 2018/19
- vítěz 2. italské ligy (1x)

Juventus: 2006/07
- vítěz italského poháru (4x)

Juventus: 2014/15, 2015/16, 2016/17, 2017/18
- vítěz italského superpoháru (3x)

Juventus: 2012, 2013, 2015

### Reprezentační
- 2× na MS (2010, 2014)
- 1× na ME (2012 - stříbro)
- 1× na Konfederačním poháru (2013 - bronz)
- 1× na OH (2008)
- 1× na ME U21 (2009)

### Individuální
- Tým roku Serie A – 2010/11,[18] 2011/12[19]
- Sestava sezóny Ligy mistrů UEFA – 2014/15[20]